# Uncertainty Principle
Uncertainty Principle ist ein 1999 gegründetes experimentelles Metal- und Post-Industrial-Projekt. Die Musik des britischen Ein-Mann-Projektes wird Stilen wie Drone- und Funeral-Doom, Dark Ambient und Harsh Noise zugeordnet. Der Bandname ist ein Verweis auf die Heisenbergsche Unschärferelation.

## Geschichte
Uncertainty Principle entstand 1998 aus den experimentellen Bestrebungen des alleinigen Mitglieds S.P. White. White begann bereits 1995 mit einem an Neurosis, Godflesh und Merzbow orientierten Soloprojekt, dem in den darauf folgenden Jahren unterschiedliche Namen gab und das mehrere stilistische Wandlungen durchlief, bis er als Uncertainty Principle mit Imitators of Miracles 1999 debütierte. Obwohl das Projekt diverse Science-Fiction-Bezüge aufweist und häufig thematische Verbindungen zur Science Fiction herstellt negiert White einen solchen konzeptionellen Rahmen und beschreibt seinen Bezug als unklarer und allgemeiner.

„I guess there is a kind of theme of the unseen that which is occurring around us but is beyond our perception, the system we exist within.“

„Ich denke, dass es ein Thema gibt: Das Unsichtbare das um uns herum geschieht aber außerhalb unserer Wahrnehmung liegt, das System in dem wir existieren.“

Die ersten Jahre veröffentlichte White die Alben von Uncertainty Principle im Selbstverlag. Nach einer Split-EP mit DSA Working die 2003 über Alarming Echo Beats erschien, ging er eine längere Kooperation mit Stijn van Cauter und dessen Label Nulll Records ein. Nulll Records verlegte den Großteil der Diskografie von Uncertainty Principle erneut und gab nachfolgend neue Alben heraus. Aus der Kooperation wuchs hinzukommend eine Split-EP mit Torture Wheel, sowie die internationale Funeral-Doom-Supergroup The NULLL Collective mit Stijn van Cauter von Until Death Overtakes Me und Beyond Black Void und E.M. Hearst von Torture Wheel und Wraith of the Ropes. Seit van Cauter die Aktivität mit Nulll Records eingestellt hat veröffentlicht Uncertainty Principle erneut im Selbstverlag. Im Jahr 2021 erschien Sonic Terror als erstes Album seit 2010 in Zusammenarbeit mit einem Label. Das über Xenoglossy Productions erschienene Album wurde als eines gelobt, „das es schafft, Dimensionen zu erforschen, die für die Mehrheit der Menschen sehr schwer zu verstehen sind“.

## Stil
Das Frühwerk von Uncertainty Principle entspricht vornehmlich dem Harsh Noise und wird von S.P. White als von Merzbow inspiriert verortet. Nach der Veröffentlichung von The Litany Against Fear begann er die musikalische Ausrichtung von Uncertainty Principle zu erweitern. Dem Webzine Doom-Metal.com zur Folge spielt Uncertainty Principle einen „unkonventionellen und originellen Crossover aus Funeral Doom, Drone Doom, Dark Ambient und Noise. Bei einigen Veröffentlichungen sind einzelne Stile prominenter als andere, aber insgesamt ist die Musik immer extrem, lang, langsam, heavy, hart und kompromisslos.“ Zur Verortung wir in Rezensionen auf Khanate, Esoteric, Sunn O))), Zaraza und verwiesen. Perkussion wird nur sporadisch und betont langsam eingesetzt, derweil die Musik von „in Schichten arrangierten dröhnenden und bis zur Unkenntlichkeit verzerrten Gitarren dominiert wird“. Trotz eines programmatischen musikalischen Minimalismus wird die Musik als Komplex wahrgenommen.

## Diskografie
- 1999: Imitators of Miracles (Album, Selbstverlag, 2004 wiederveröffentlicht über Nulll Records)
- 2000: Sonic Terror (Album, Selbstverlag, 2004 wiederveröffentlicht über Nulll Records)
- 2001: Toward Oblivion We Walk (Album, Selbstverlag, 2004 wiederveröffentlicht über Nulll Records)
- 2002: Grand Unification Energy (Album, Selbstverlag, 2004 wiederveröffentlicht über Nulll Records)
- 2003: Movement of the Spheres (Album, Selbstverlag, 2004 wiederveröffentlicht über Nulll Records)
- 2003: The Litany Against Fear (Album, Selbstverlag, 2004 wiederveröffentlicht über Nulll Records)
- 2003: DSA Working/Uncertainty Principle (Split mit DSA Working, Alarming Echo Beats)
- 2003: Torture Wheel/Uncertainty Principle (Split mit Torture Wheel, Nulll Records)
- 2004: Necronomicon I: Invocations of the Seven Gates (Album, Nulll Records)
- 2004: Necronomicon II: The Book of Calling (Album, Nulll Records)
- 2004: Necronomicon III: The Magan Text (Album, Nulll Records)
- 2004: Omega Point (Album, Nulll Records)
- 2004: The Abyss (Album, Nulll Records)
- 2004: Acoustical Weapons Division (EP, Alarming Echo Beats)
- 2004: Distant (Album, Nulll Records)
- 2005: Music of the Spheres (Album, Nulll Records)
- 2010: Black Sun (Single, Nulll Records)
- 2017: Uncertainty of Momentum (Kompilation, Selbstverlag)
- 2017: Uncertainty of Position (Kompilation, Selbstverlag)
- 2019: Void (Album, Selbstverlag)
- 2019: Vo2d (Album, Selbstverlag)
- 2019: Vo3d (Album, Selbstverlag)
- 2020: The Abyss (EP, Selbstverlag)
- 2020: Music of the Sphere (Album, Selbstverlag)
- 2021: Sonic Terror (Album, Xenoglossy Productions)
- 2022: Noise Sessions: 2005-2007 (Kompilation, Selbstverlag)
- 2022: Requiem (Album, Selbstverlag)
- 2022: Noise Sessions: 2006-2008: Black Light (Kompilation, Selbstverlag)
- 2022: Noise Sessions: 2006-2008: The Space We Know (Kompilation, Selbstverlag)
- 2022: Black Light Emitter (Album, Selbstverlag)